# Ernst Wilhelm Traugott Eckardt
Ernst Wilhelm Traugott Eckardt (* 22. Oktober 1819 in Weißenborn; † 26. Februar 1892 in Grimma) war ein deutscher Bezirksschulinspektor, Lehrer und Schuldirektor.

## Leben
Eckardt besuchte ab 1833 das Gymnasium in der sächsischen Bergstadt Freiberg und ab 1841 die Universität Leipzig. Ab 1845 war er als Hauslehrer tätig und wurde im Jahre 1851 erster Mädchenlehrer an der Bürgerschule in Roßwein.
Drei Jahre später, 1854, erfolgte seine Berufung zum Direktor der städtischen Schulen in Roßwein. 1859 wechselte Eckardt als Direktor an die Bürgerschule nach Zschopau. Im Jahre 1863 übernahm er den Direktorenposten der Allgemeinen Bürgerschule in der schönburgischen Stadt Glauchau, 1871 wechselte er als Direktor der dortigen Höheren Bürgerschule.
Von 1874 bis 1891 war Eckardt erster Bezirksschulinspektor des Bezirks Grimma seit Einführung dieses Amtes im Königreich Sachsen. Im darauffolgenden Jahr verstarb er in Grimma.

## Schriften (Auswahl)
- Sprüche der heiligen Schrift und geistliche Lieder, Leipzig 1865.
- Praktische Anweisung zu einem den Fachunterricht der Oberclassen begründenden Anschauungsunterricht im Anschluß an die Heimath und ihre nächste Umgebung, Leipzig, 1874.
- Chronik von Glauchau. Eine historische Beschreibung der Stadt, verbunden mit einem Jahrbuche über die wichtigsten Ereignisse und einer Geschichte des Hauses Schönburg, Glauchau 1882.
- Sachsens Fürsten-Zug. Festschrift zum 800jährigen Jubiläum des Hauses Wettin, Leipzig 1889.
- Praktische Erklärung der für die Volksschule wichtigsten Kirchenlieder, Leipzig 1890.